# Ко Вон Хі
Ко Вон Хі (кор. 고원희, нар. 12 вересня 1994, Сеул, Республіка Корея) — південнокорейська акторка.

## Біографія
Ко Вон Хі народилася 12 вересня 1994 року в столиці Республіки Корея місті Сеул. Свою кар'єру моделлю вона розпочала у 2011 році зі зйомок у рекламі, у наступному році вона стала обличчям рекламної кампанії однієї з південнокорейських авіакомпаній. У 2013 році вона дебютувала на телебаченні другорядною роллю в історичному серіалі «Кривавий палац: Війна квітів». У наступні кілька років Вон Хі зіграла численні другорядні ролі в фільмах та серіалах. У 2019 році вона зіграла одну з головних ролей в фентезійному серіалі «Парфум». Навесні 2020 року відбулася прем'єра романтичного комедійного серіалу «Ексцентричний! Шеф-кухар Мун», головну жіночу роль в якому зіграла Вон Хі.

## Фільмографія

### Телевізійні серіали
| Рік       | Назва                                          | Роль              | Мережа        |
| --------- | ---------------------------------------------- | ----------------- | ------------- |
| 2013      | «Кривавий палац: Війна квітів»                 | Королева Чанньоль | JTBC          |
| 2013      | «Медична топ команда»                          | Ю На Йон (гість)  | MBC           |
| 2014      | «Чхо Йон»                                      |                   | OCN           |
| 2014      | «Мій дорогий котик»                            | Сін Чі Ин         | KBS1          |
| 2014—2015 | «Обличчя короля»                               | Королева Інмок    | KBS2          |
| 2015      | «В той час ми не були закохані»                | Юн Мін Чжі        | SBS           |
| 2015      | «Сяючі зірки»                                  | Чо Бон Хі         | KBS2          |
| 2017      | «Найсильніший кур'єр»                          | Лі Чі Юн          | KBS2          |
| 2017–2018 | «Найкращий момент, щоб кинути роботу»          | Йон Чі            | Lifetime Asia |
| 2018      | «Ласкаво просимо до Вайкікі»                   | Кан Со Чжін       | JTBC          |
| 2018      | «Таємні виробники королеви»                    | Ан Кон Чжу        | Naver TV Cast |
| 2018      | «Ваш помічник по дому»                         | Юн Сан А          | KBS2          |
| 2019      | «Парфум»                                       | Мін Йо Рін        | KBS2          |
| 2019      | «Квіткова бригада: Чосонське шлюбне агентство» | Кан Чі Хва        | JTBC          |
| 2020      | «Ексцентричний! Шеф-кухар Мун»                 | Ю Чжін / Ю Белла  | Channel A     |
| 2021      | «Сестри-революціонерки»                        | Лі Кван Те        | KBS2          |
| 2021      | «Тим не менше»                                 | камео             | JTBC          |
| 2023      | «Посмішка для спадкоємця»                      | О Пьон Хва        | JTBC          |

### Фільми
| Рік  | Назва                       | Роль        |
| ---- | --------------------------- | ----------- |
| 2011 | «Моряк пішов у море»        |             |
| 2012 | «Не клацайте»               |             |
| 2012 | «Природні поховання»        | юна Чун А   |
| 2014 | «Таблоїдна правда»          | Чхве Мі Чін |
| 2015 | «Зниклі дівчата»            | Шізуко      |
| 2016 | «Блюз біля ріки Хан»        | Анжеля      |
| 2016 | «Хвиля»                     | Вон Хі      |
| 2017 | «Не турбуйся»               | Ин Чжі      |
| 2017 | «Веселого Різдва містер Мо» | Йо Вон      |
| 2018 | «Після моєї смерті»         | Хан Соль    |

## Нагороди
| Рік  | Нагорода                      | Категорія                                         | Робота                | Результат | Прим. |
| ---- | ----------------------------- | ------------------------------------------------- | --------------------- | --------- | ----- |
| 2015 | 29-та Премія KBS драма        | Нагорода за майстерність (акторка щоденної драми) | «Сяючі зірки»         | Номінація | [ 6 ] |
| 2017 | 10-та Премія корейської драми | Краща нова акторка                                | «Найсильніший кур'єр» | Перемога  | [ 7 ] |
| 2019 | 33-тя Премія KBS драма        | Нагорода за майстерність (акторка мінісеріалу)    | «Парфум»              | Номінація |       |
| 2019 | 33-тя Премія KBS драма        | Netizen нагорода (акторки)                        | «Парфум»              | Номінація |       |
| 2019 | 33-тя Премія KBS драма        | Краща пара (разом з Сін Сон Роком)                | «Парфум»              | Номінація |       |